# Индијска конопља
Индијска конопља (Cannabis indica) је врста конопље. Ову једногодишњу биљку је човек користио од давнина, понајвише због њених влакана, психолошких и физиолошких ефеката, као и у исхрани у облику уља добијеног из семена. Пореклом је са азијског континента.
Израз марихуана се најчешће односи на осушену биљку конопље која се користи као дрога, при чему се конзумира пушењем или кроз храну. Скупљањем смоле која се налази око зрелог семења прави се хашиш.
У Србији и Црној Гори се поседовање марихуане сматра  кривичним делом. У појединим земљама света, поседовање и коришћење малих количина марихуане се третира као лакши прекршај и не подлеже кривичном гоњењу.